# 커스터드
커스터드(영어: custard)는 달걀, 우유, 설탕과 향미료 등을 섞은 다음 열을 가해 만든 음식이다. 달걀 외에 증점제로 밀가루, 녹말가루, 젤라틴 등을 쓰기도 하며, 바닐라나 레몬 등의향미료를 넣어 만들기도 한다. 달걀은 노른자만 쓰기도 하며, 우유 대신 크림을 쓰거나 버터 등을 첨가하기도 한다.
크렘 앙글레즈와 같이 묽은 소스로부터 크렘 파티시에르와 같은 진한 크림까지 농도에 따른 종류도 다양하다. 일반적으로 커스터드는 "뱅마리"로 불리는 중탕 냄비에서 조리되며 스토브 위의 냄비에서 조리되기도 한다. 이외에도 커스터드를 찌거나 오븐에 굽기도 하며 심지어는 압력솥에서 조리하는 일도 많다. 보통 커스터드를 만들 때 온도가 3에서 6도 정도 올라가기 때문에 커스터드를 만드는 일은 정교한 작업이 필요하다. 만약 온도가 상승하는 것을 무시한다면 커스터드가 너무 많이 익혀지거나 굳을 수 있다. 정교한 작업을 거쳐서 만든 커스터드의 온도는 보통 80 °C를 넘지 않으며 조리할 때는 보통 70 °C 정도로 맞추어 놓는다.

## 역사와 어원
커스터드와 같은 우유와 계란의 혼합물은 오랜 시간동안 프랑스 요리의 일부였다. 커스터드 등 관련된 다른 요리와 함께 커스터드는 중세 시대에 매우 유명했으며 비슷한 요리 중 하나인 크루스타드 역시 인기를 누렸다. 단어 "크루스타드" 또한 "커스터드"에서 착안되었으며 "타르트의 껍질"이라는 뜻을 가진 영어 어구인 "크러스트 오브 어 타르트"에서 왔다는 설도 있다. 크로스타타 또한 "커스터드"에서 이름이 착안된 음식 중 하나이다.
중세 시대에는 커스터드와 커스터드 타르트를 언급할 때만 단어 "커스터드"가 쓰였지만 현재에는 블랑망제와 같은 다른 음식들에도 "커스터드"라는 명칭이 쓰인다.

## 사진

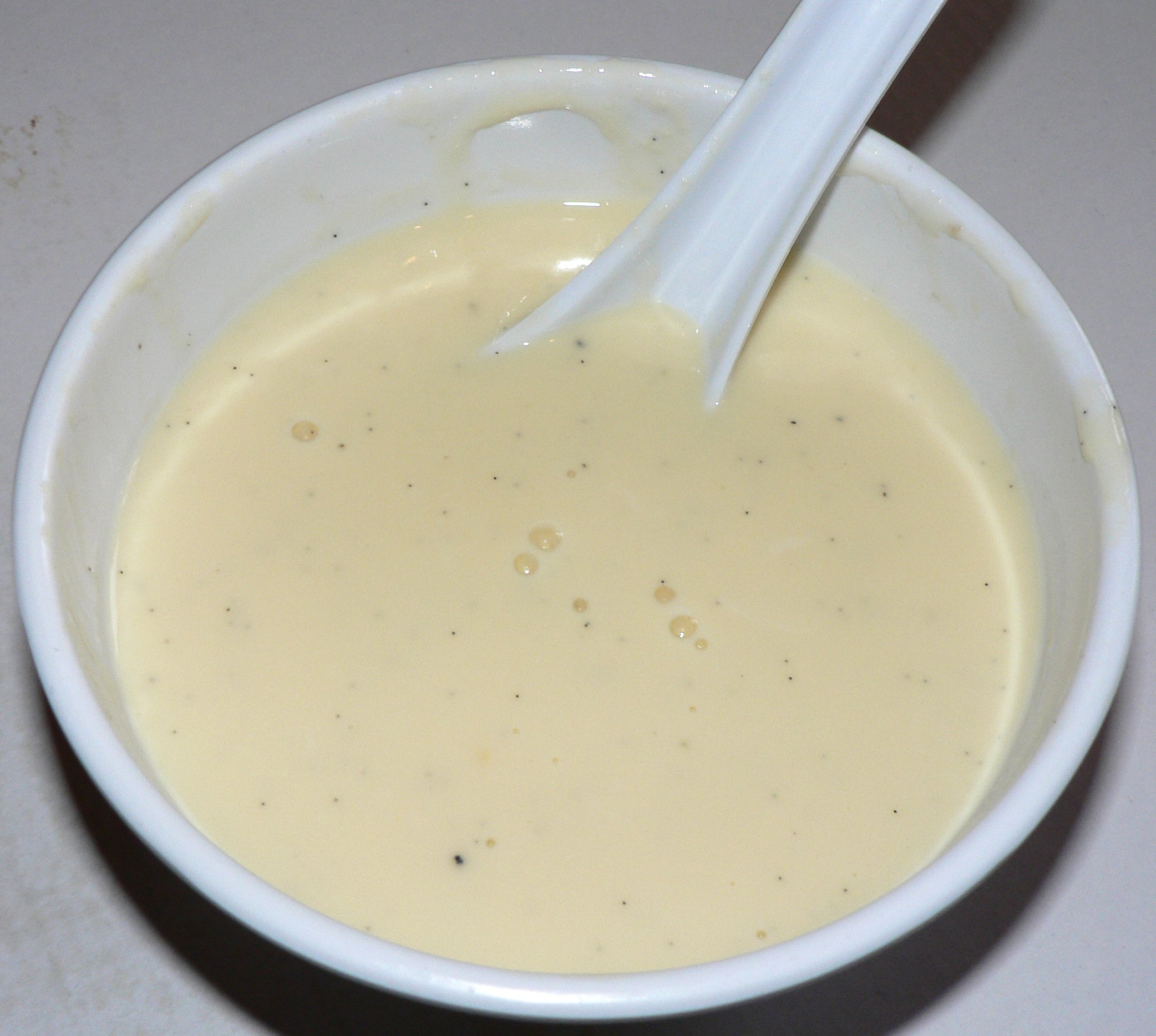
크렘 앙글레즈
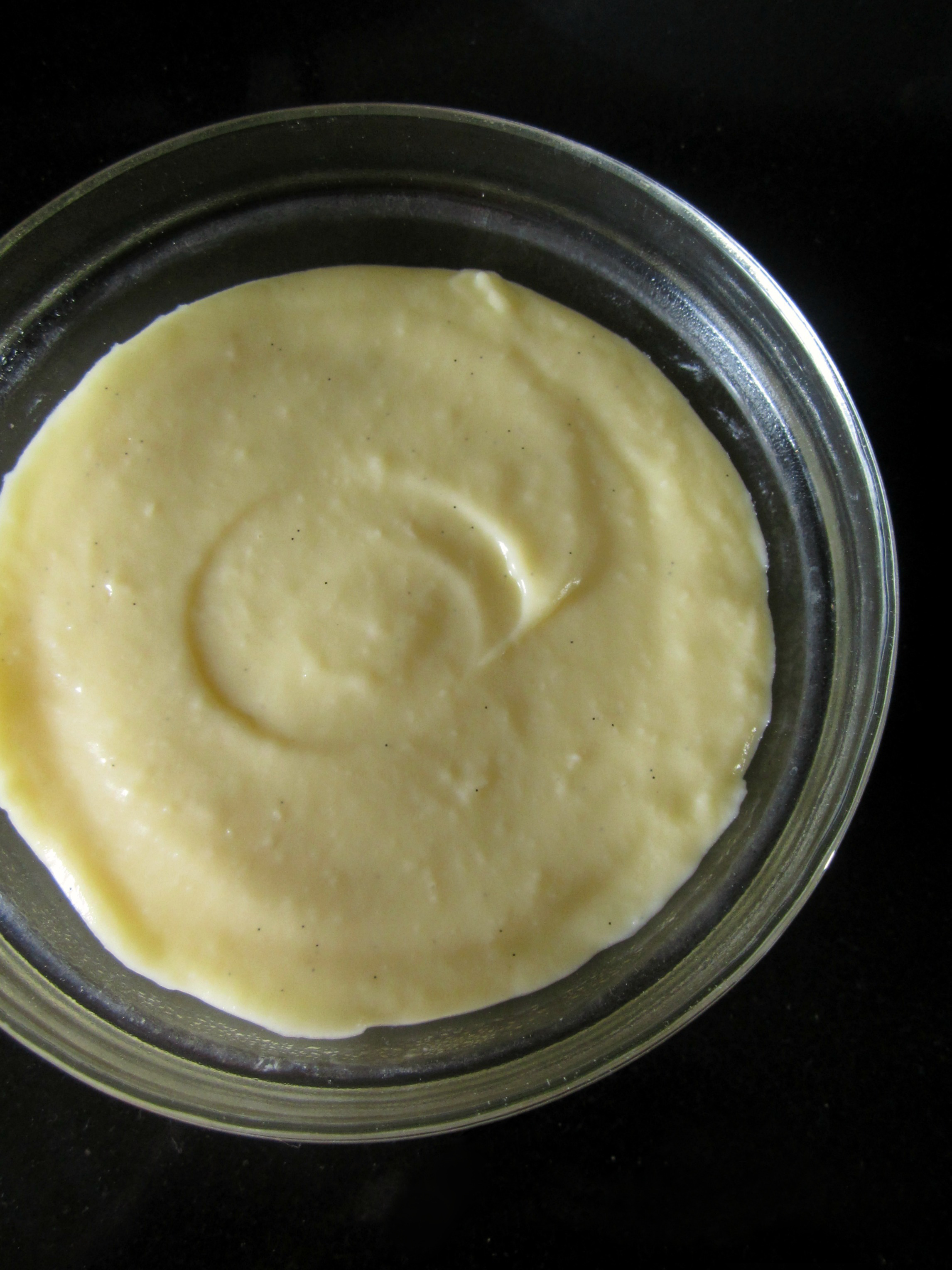
크렘 파티시에르

## 같이 보기
- 마시멜로
- 사탕
- 롤리팝
- 초콜릿
- 케이크
- 캐러멜
- 후식
- 아이스크림
- 크렘 카라멜